# لسان الحلزون فلامنجو

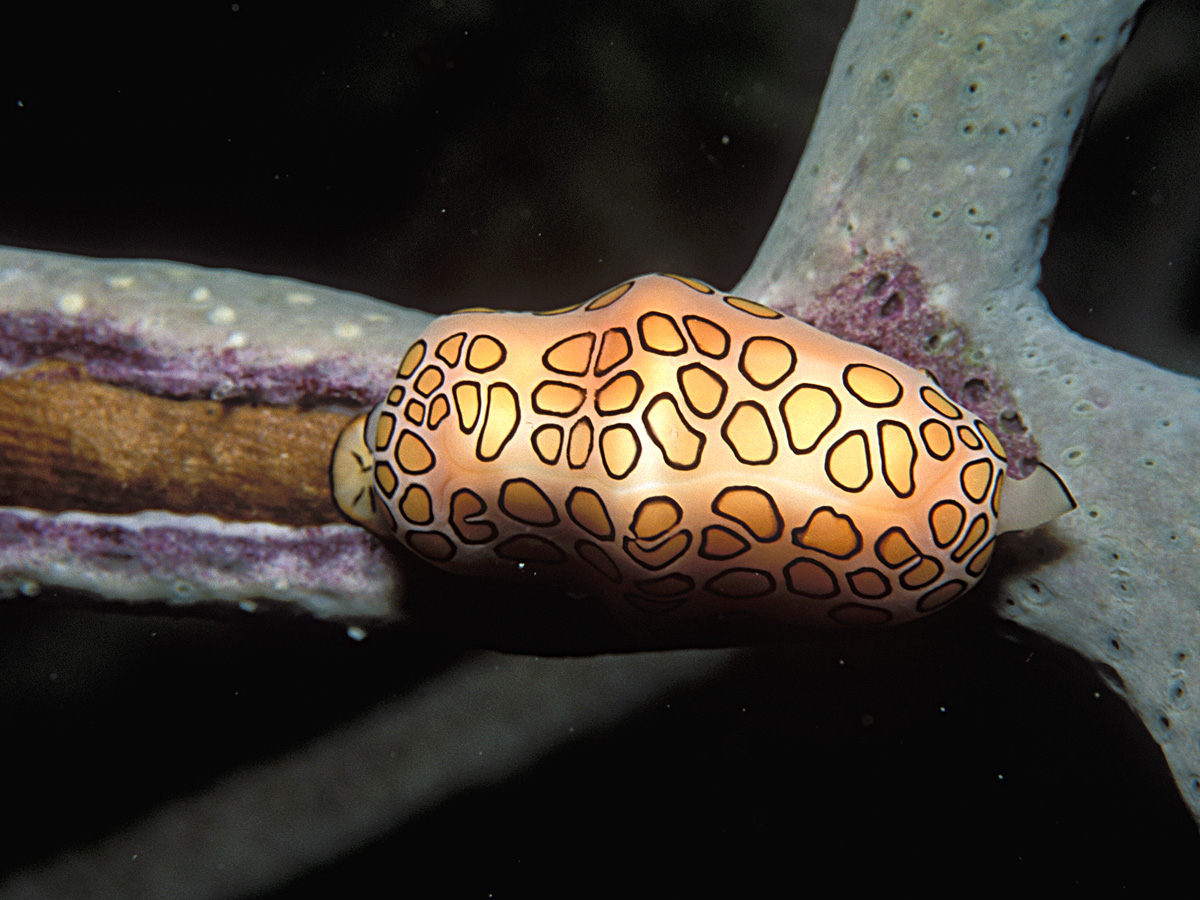

لسان الحلزون فلامنجو هو نوع من الأسماك يعيش في قاع المحيط الأطلسي والبحر الكاريبي، وهي تتغذى على المواد السامة دون أن يسبب ذلك أي ضرر لها حيث تقوم بامتصاص المواد السامة وتصبح بذلك سامة مما يساعدها في حماية نفسها من الافتراس.